# Dryopteris inaequalis
Dryopteris inaequalis là một loài thực vật có mạch trong họ Dryopteridaceae. Loài này được (Schltdl.) Kuntze miêu tả khoa học đầu tiên năm 1891.